# Зелигсон, Адольф Ноевич
Адо́льф Но́евич (Норбертович) Зелигсо́н (пол. Adolf Zeligson, 1867, Варшава — 10 июня 1919, Лодзь) — русский и польский архитектор (гражданский инженер), работавший в Москве в 1907—1917 годах в стиле, близком к французскому модерну.

## Биография
Адольф Зелигсон родился в Варшаве, в еврейской семье. После окончания в 1883 году Высшего ремесленного училища в Лодзи в течение года работал в строительном отделе завода Акционерного Общества И. К. Познанского в Лодзи. Затем уехал практиковаться в Германию, в Штутгарт, у профессора Ю. Юнга. В 1885 году приехал в Санкт-Петербург, где в 1890 году окончил Институт гражданских инженеров со званием гражданского инженера и правом на чин X класса. Затем в течение трёх с половиной лет опять работал в Штутгарте у Ю. Юнга. С 1894 по 1906 годы работал в Лодзи. Строил там дворцы и доходные дома для промышленников Познанских и Зильберштейнов, заводские здания, четыре особняка для директоров мануфактуры Познянского, казармы для рабочих, школы, больницы, синагоги и «Новое» еврейское кладбище. В 1906 году жил в Париже, что повлияло на стилистику его последующих построек.

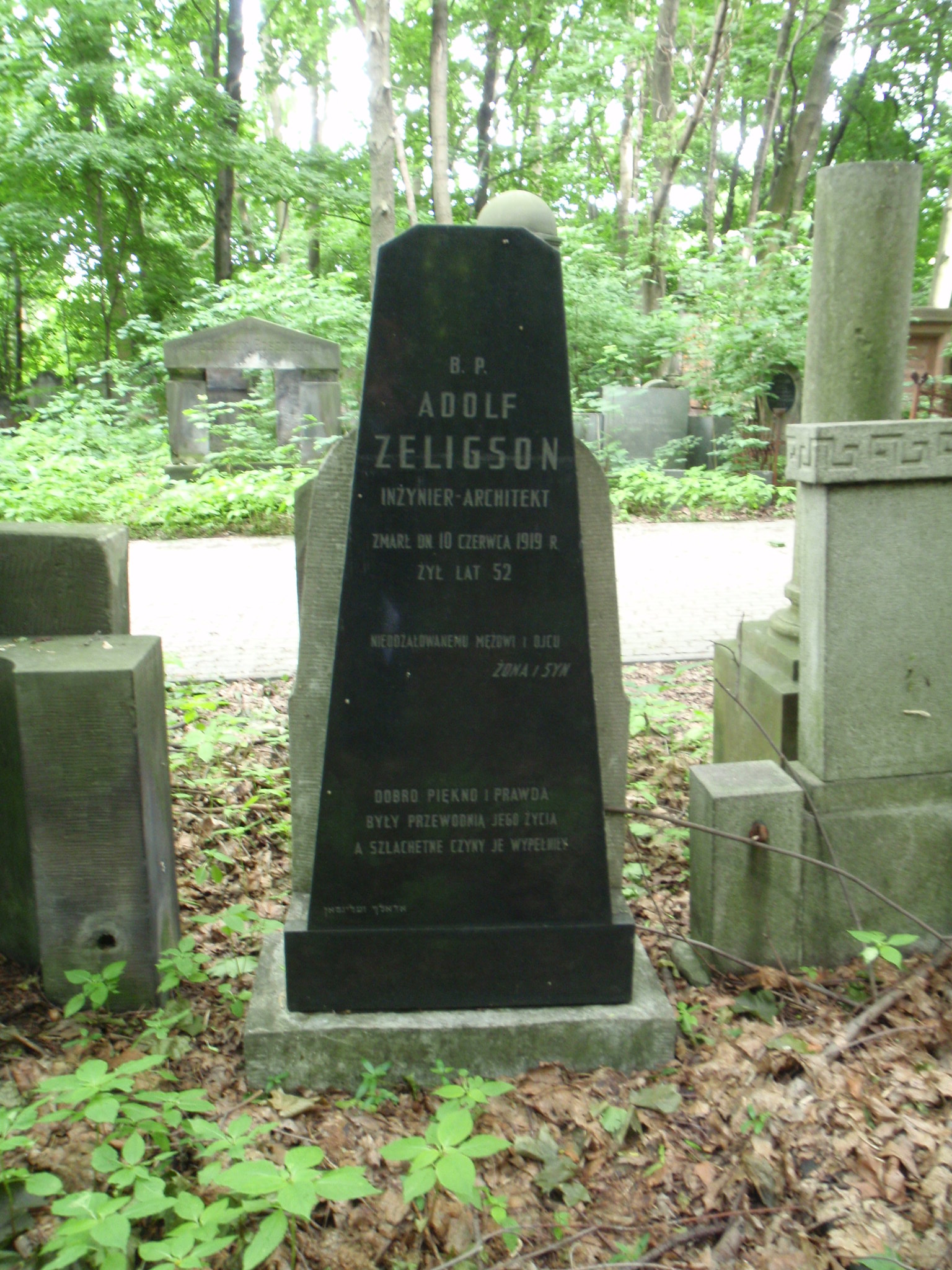
Могила А. Н. Зелигсона в Варшаве

В 1907 году переехал в Москву, где за короткое время стал одним из ведущих архитекторов московского модерна. Заказчиками Зелигсона были главным образом предприниматели еврейского происхождения. Строил респектабельные доходные дома, банки, особняки. Большинство построек Зелигсона несли отпечаток французского Ар Нуво, а элементы доходного дома М. П. Кроненблех были прямо скопированы из известных произведений этого стиля.
В 1908 году Зелигсона приняли в члены Московского архитектурного общества. А вскоре включили в список архитекторов России в издании «Россия в её прошлом и настоящем», выпущенном к 300-летию Дома Романовых. Наиболее примечательны его жилой комплекс на Новой Басманной, 10 — один из крупнейших в дореволюционной Москве, и дома́ на углу Архангельского и Кривоколенного переулков. В Москве жил на Мясницкой улице, 17.
После революции 1917 года вернулся в независимую Польшу.
Скончался 10 июня 1919 года. Похоронен в Варшаве на Еврейском кладбище.

## Проекты и постройки

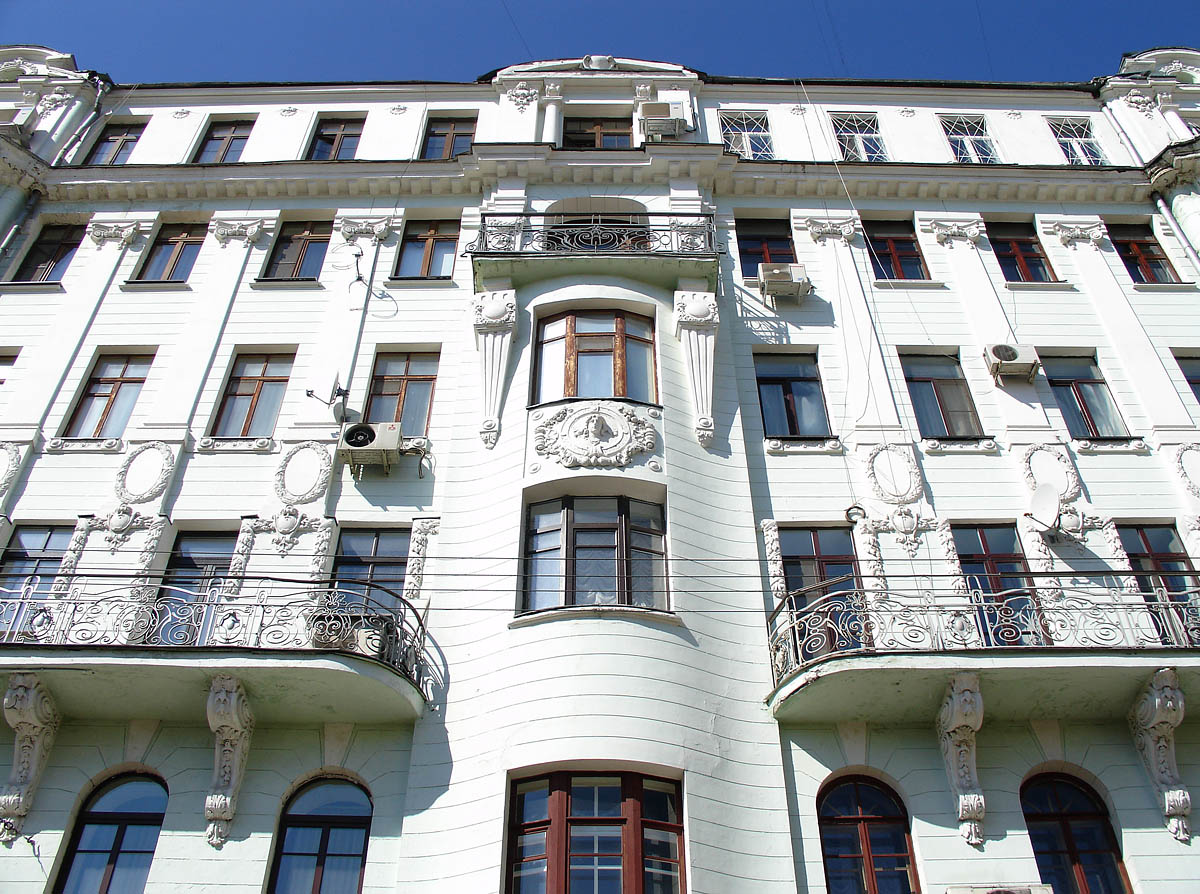
Доходный дом Г. С. Гринберг, Москва

В числе работ А. Н. Зелигсона:
- Особняк (1890-е, Санкт-Петербург);
- Анастасьинская Городская рукодельная школа имени Великой княжны Анастасии Николаевны (1908, Москва, Плотников переулок, 19);
- Конкурсный проект здания Бактериологического института, 3-я премия (1909, Москва), не осуществлён;
- Перестройка главного дома городской усадьбы (1909, Москва, Хлебный переулок, 28), выявленный объект культурного наследия[7];
- Пристройки, изменений фасада особняка Е. Ш. Цетлина (1910, Москва, Поварская улица, 9), объект культурного наследия регионального значения[7];
- Особняк и доходный дом Г. Е. и А. Г. Бройдо, совместно с архитектором С. М. Кравецом (1910—1911, Москва, Денежный переулок, 7, стр. 1), объект культурного наследия регионального значения[7][8];
- Городская усадьба Я. М. Шлосберга (1910—1911, Москва, Поварская улица, 46, стр. 1-3), объект культурного наследия регионального значения[7];
- Доходный дом Г. С. Гринберг (1911, Москва, Архангельский переулок, 9);
- Дома Н. А. Шрейдер (два) (1911, Москва, Большой Кисельный переулок);
- Азовско-Донской коммерческий банк (Московское отделение) (1911—1912, Москва, Ильинка, 9, стр. 2), заявленный объект культурного наследия[7];
- Жильё и склады Азовско-Донского коммерческого банка на участке Московско-Казанской железной дороги (1911—1913, Москва, Митьковская улица);
- Перестройка гимназии Страхова (1912, Москва, Садовая-Спасская улица, 6);
- Доходный дом Эпле (1912, Чистопрудный бульвар, 15, стр. 2);
- Доходный дом М. П. Кроненблех (1912—1913, Москва, Успенский переулок, 10);
- Доходный дом Е. Б. Гинзбурга (1913, Москва, Большой Сергиевский переулок, 11);
- Доходный дом А. фон Мекка (1913, Москва, Чистый переулок, 6);
- Доходный дом (1913, Москва, Кривоколенный переулок, 16), не достроен;
- Доходный дом Московского Басманного Товарищества для устройства квартир (1913—1914, Москва, Новая Басманная улица, 10/12 — Басманный тупик, 12/10). Здания служб построены в 1914 году совместно с архитектором Н. Г. Фалеевым.
- Дом управляющего с каретным сараем и конюшней (1915—1916, Москва, Новая Басманная улица, 10).